# Cymbidium sinense
Cymbidium sinense (Jacks.) Willd., 1805 è una pianta della famiglia delle Orchidacee originaria dell'Asia Orientale.

## Descrizione
È un'orchidea di piccole dimensioni, spesso minime, con comportamento prevalentemente epifita sugli alberi della foresta tropicale, ma talvolta anche litofita, dove si va a raccogliere un po' di humus fertile nei crepacci. C. sinense presenta pseudobulbi  ovoidali, che portano foglie strette lineari, ad apice acuto di colore verde chiaro e lucide.
La fioritura avviene normalmente dall'autunno alla primavera, mediante un'infiorescenza basale, racemosa, lunga fino a 80 centimetri, ricoperta da guaine sovrapposte e portante una ventina di fiori. Questi sono grandi mediamente 5 centimetri, profumati e presentano sepali lanceolati molto lunghi di colore rosso variegato di verde, petali assai più piccoli dei sepali e labello  trilobato a lobi rialzati di colore bianco-giallo maculato di rosso scuro

## Distribuzione e habitat
C. sinense cresce in Asia, e più precisamente in India (Assam), Himalaya orientale, Myanmar, Cina meridionale (Hainan), Taiwan, Thailandia, Vietnam e Giappone.

## Sinonimi
Epidendrum sinense Jacks., 1802

Cymbidium fragrans Salisb., 1812

Cymbidium chinense Heynh., 1846, orth. var.

Cymbidium hoosai Makino, 1902

Cymbidium hoosai f. hakuran Makino, 1902

Cymbidium albojucundissimum Hayata,  1914

Cymbidium sinense var. margicoloratum Hayata, 1916

Cymbidium sinense f. albojucundissimum (Hayata) Fukuy., 1932

Cymbidium sinense var. albojucundissimum (Hayata) Masam., 1933

Cymbidium sinense f. margicoloratum (Hayata) Fukuy., 1936

Cymbidium sinense var. album T.C.Yen, 1964

Cymbidium sinense f. aureomarginatum T.C.Yen, 1964

Cymbidium sinense var. bellum T.C.Yen, 1964

Cymbidium sinense f. viridiflorum T.C.Yen, 1964

Cymbidium sinense var. pallidiflorum S.S.Ying, 1987

Cymbidium sinense var. taiwanianum S.S.Ying, 1987

Cymbidium sinense f. pallidiflorum (S.S.Ying) S.S.Ying, 1990

Cymbidium sinense f. taiwanianum (S.S.Ying) S.S.Ying, 1990

Wutongshania guangdongensis Z.J.Liu & J.N.Zhang, 1998

## Coltivazione
Questa specie è meglio coltivata in vasi contenenti terriccio fertile, con buona disponibilità di luce, anche se non ai raggi diretti del sole, con temperature miti, durante la fioritura è consigliabile aumentare un po' la temperatura e somministrare acqua.